# Thomas Niemietz
Thomas Niemietz (* 2. Mai 1977 in Düsseldorf) ist ein deutscher Reporter.

## Werdegang
Niemietz studierte Architektur. Später kam er zum Südwestrundfunk in Mainz, für den er als Reporter tätig ist. Dort begann er seine journalistische Laufbahn beim jungen SWR-Programm DASDING. Anschließend arbeitete er drei Jahre lang für das Pop-Radio SWR3 und das Wissenschafts-Fernsehmagazin Odysso. Für die ARD-Themenwoche „Der mobile Mensch“ konzipierte er 2011 das multimediale Reportage-Projekt Mit 1000 € um die Welt. Ab dem 18. März 2011 reiste er in 36 Tagen mit einem Budget für Tickets von 1000 Euro einmal um den Erdball und besuchte dabei alle fünf Kontinente. Dabei drehte er einen 150-minütigen Dokumentarfilm.
Von 2012 bis 2015 reiste er für den inzwischen abgeschalteten Sender EinsPlus in der Sendung Auf 3 Sofas durch... (später Auf dem Sofa durch...) um die Welt, um das CouchSurfing zu entdecken.

## Filmografie
- 2011: Mit 1000 € um die Welt, Südwestrundfunk
- seit 2012: Auf 3 Sofas durch ..., EinsPlus